# O Reino de Deus Está Dentro de Vós

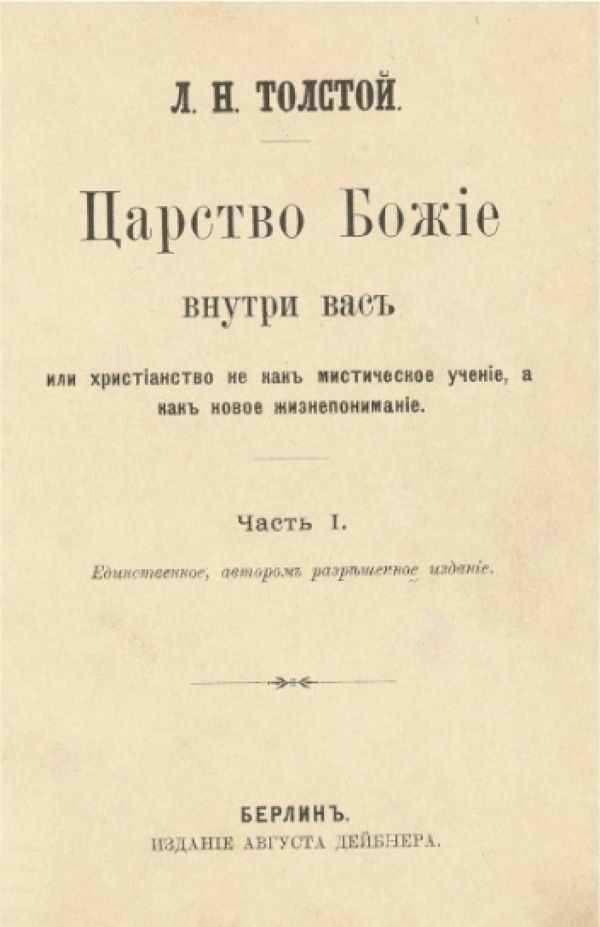
O Reino de Deus está dentro de vós
(Capa da primeira edição, 1894)

O Reino de Deus Está Dentro de Vós (em russo:  Царство Божие внутри вас [Tsarstvo Bozhiye vnutri vas]) é a magnum opus de não-ficção de Liev Tolstói. O livro foi publicado pela primeira vez na Alemanha em 1894 depois de ser banido em seu país de origem, a Rússia. Foi o ápice de 30 anos do pensamento anarquista cristão de Tolstói, e estabelece uma nova organização para a sociedade baseada em uma literal interpretação do Cristianismo.
O título do livro foi retirado de Lc 17:21. No livro Tolstói fala do princípio da não-violência ante a outro ato de violência, como ensinado por Jesus Cristo. Tolstói afirma que a frase de Cristo "Ofereça a outra face" significava abolir a violência, até mesmo que para defesa, e desistir de um ato de vingança. Tolstói rejeita a interpretação de estudiosos romanos e medievais que tentavam limitar o seu alcance.

"Como poderei matar homens, quando a lei de Deus diz: 'Não matarás'?"
Tolstói tinha para ele que todos os governos que empreendem uma guerra estão afrontando os princípios cristãos. Como a Igreja Ortodoxa Russa era - na época - uma organização fundida com o governo e apoiavam plenamente sua política, Tolstói buscou difundir seus ensinamentos do que ele acreditava ser o verdadeiro evangelho de Cristo, especificamente o Sermão da Montanha.
Tolstói defendia a não-violência como uma solução para problemas nacionalistas e como um meio para ver a hipocrisia da igreja. Ao ler as palavras de Jesus nos Evangelhos, Tolstói observa que a igreja moderna é uma criação herética:
“Em lugar algum, aparece qualquer indício (exceto nas afirmações da igreja) de que Deus ou Cristo tenha fundado algo que se assemelhe ao que os fiéis entendem pela palavra igreja.”
Tolstói apresentou neste livro trechos de revistas e jornais relativos várias experiências pessoais, e deu percepção aguçada sobre a história da não-resistência a partir da própria base do Cristianismo, como sendo professado por uma minoria de crentes. Em particular, ele confronta aqueles que procuram manter status quo:
“Se te é ainda dito que tudo isto é necessário para a manutenção da atual ordem, e que esta ordem, com a penúria, com os espancamentos, com as prisões, com os patíbulos, com os exércitos, com as guerras, é necessária à sociedade; que, se esta ordem desaparecesse, haveria desventuras maiores, isto te é dito por aqueles que se beneficiam com esta ordem, enquanto todos aqueles que devido a ela sofrem — e são dez vezes mais numerosos — pensam e dizem o contrário.”